# クアトゥロ・スィエネガス・デ・カランサ
クアトゥロ・スィエネガス・デ・カランサ（スペイン語: Cuatro Ciénegas de Carranza / Cuatrociénegas de Carranza）は、メキシコのコアウイラ州にある自治体。メキシコ政府観光局(SECTUR)（スペイン語: Secretaría de Turismo (México)）によりプエブロ・マヒコとして選出された観光地。

## 地理
クアトロシエネガス・デ・カランサは乾燥した山岳地帯の山間の谷（ボルソン）に位置し、町の周辺の石膏の堆積物の間には「ポサ」と呼ばれる約500ヶ所の青い泉が存在する。泉は濃青色からターコイズ色までの様々な色調を呈し、その中には多くの固有種が生息しており、底部にはストロマトライトが見られる。
クアトロシエネガス・デ・カランサの周辺にはクアトロシエネガス動植物保護区があり、1995年にラムサール条約登録地となり、2006年にユネスコの生物圏保護区に指定された。